# Smaragdina clavareaui
Smaragdina clavareaui là một loài bọ cánh cứng trong họ Chrysomelidae. Loài này được Jacobson miêu tả khoa học năm 1906.